# Santa Maria, Ilocos Sur

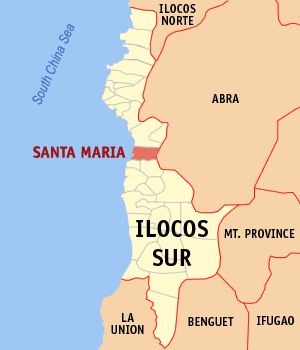
Bản đồ Ilocos Sur với vị trí của Santa Maria

Santa Maria là một phần thành thị đô thị hạng 3 ở tỉnh Ilocos Sur, Philippines. Theo điều tra dân số năm 2007 của Philipin, đô thị này có dân số 28.002 người.

## Các đơn vị hành chính
Santa Maria được chia ra 33 barangay.
| - Ag-agrao - Ampuagan - Baballasioan - Baliw Daya - Baliw Laud - Bia-o - Butir - Cabaroan - Danuman East - Danuman West - Dunglayan | - Gusing - Langaoan - Laslasong Norte - Laslasong Sur - Laslasong West - Lesseb - Lingsat - Lubong - Maynganay Norte - Maynganay Sur (San Ignacio) - Nagsayaoan | - Nagtupacan - Nalvo - Pacang - Penned - Poblacion Norte - Poblacion Sur - Silag - Sumagui - Suso - Tangaoan - Tinaan |